# Observatori Català de la London School of Economics
L'Observatori Català a la London School of Economics (en anglès LSE Catalan Observatory) és un programa de recerca dins el marc del marc de l'Institut Europeu fundat l'any 2009.
El Catalan Observatory està pensat per a ser una plataforma al servei de les institucions catalanes i la societat civil.
El principal objectiu és per una part la internacionalització de Catalunya, les seves idees i els seus actors principals. Les seves accions són principalment les de promoure la recerca, el debat i la disseminació de qüestions rellevants per a Catalunya, i explicar Catalunya al món a través de la prestigiosa London School of Economics.
Està patrocinat per entitats públiques i privades i gestionat independentment. Les entitats fundadores són el Patronat Catalunya Món, Abertis Infraestructuras SA, Foment del Treball Nacional, Mancomunitat de Municipis de l'Àrea Metropolitana de Barcelona, Mediaproducción SL, Societat Econòmica Barcelonesa d'Amics del País i Caixa d'Estalvis i Pensions de Barcelona "La Caixa".